# Аскерзаде, Джаббар Аскер оглы
Мирза Джаббар Аскер оглы Аскерзаде Багчабан (азерб. Mirzə Cabbar Əsgər oğlu Əsgərzadə Bağçaban), известный как Джаббар Багчабан (Cabbar Bağçaban; 9 мая 1886, Эривань — 25 ноября 1966, Тегеран) — азербайджанский педагог, изобретатель. Главный редактор журнала «Лек-Лек». Основатель первого детского сада и школы для глухих в Иране, автор и издатель первой детской книги в Иране, а также создатель персидского жестового языка.

## Биография
Джаббар Аскерзаде родился в 1885 году в Эривани, первое образование получил в моллахане. Его отец, Аскер, был известен своими работами в области архитектуры и кондитерского дела в Эривани, и Джаббар тоже освоил эти профессии в юном возрасте.

### Активность в Эривани
Мирза Джаббар Аскерзаде, придающий большое значение воспитанию детей и женщин, начал обучать их с юных лет. Несмотря на консервативные условия и риски своего времени, он тайно обучал девочек дома и всю жизнь отстаивал их права. По иронии судьбы, свою первую газету Джаббар Багчабан издал в тюрьме. В 1905 году Багчабан, несколько месяцев находившийся в заключении во время армяно-мусульманских беспорядков в Эривани, издавал в тюрьме еженедельные журналы «Молла Нахиб» и «Моллабаши». Он писал статьи для журналов и сам рисовал. Свою журналистскую деятельность начал в качестве одного из корреспондентов газеты «Кавказ». Он также появился в сборнике «Молла Насреддин» со стихами и статьями. Согласно разрешению, данному Мирмухаммеду Мирфатуллаеву и Джаббару Аскерзаде 21 января 1914 года губернатором Эривани, 22 февраля того же года они опубликовали первый номер сатирического журнала «Лек-лек». Всего вышло 8 номеров «Лек-лек». Этот журнал был очень похож на журнал «Молла Насреддин» по языку, стилю, выразительности и содержанию публикуемых там флейт..

### Деятельность в Иране
Джаббар Багчабан, как и тысячи азербайджанцев, покинул Эривань и уехал в Турцию из-за ужасов, совершенных дашнаками против азербайджанцев во время Первой мировой войны. Хотя некоторое время он работал государственным служащим в провинции Ыгдыр в Турции, после войны он вернулся в Ереван и вместе со своей женой Сафией Мирбабаи основал школу в селе Норашен под Эриванью. Однако из-за бедности и болезни он не может содержать эту школу. Потеря родителей, голод, инфекционные заболевания и гражданская война вынудили его взять с собой жену в 1919 году, когда ему было 34 года, и отправиться в Иран в тяжелом положении. По дороге его ноги мерзнут, и врачам приходится ампутировать пальцы на ногах, чтобы спасти его от смерти. Приехав в Иран, Багчабан, долго искавший работу, в конце концов устроился учителем начальных классов в основанную Мирзой Гафарханом школу «Ахмадия» в Меранде. Работая здесь, он пишет детскую пьесу «Хор-Хор» на азербайджанском языке, и пьеса ставится детьми во дворе школы.
У Багчабана был свой метод в педагогике, который он назвал новым методом. Принцип «твоя плоть, наши кости» в старых школах он считает преступлением, напротив, считает правильным учить детей, проявляя любовь. Он покупал за свой счёт бумагу и краски и раздавал их детям, учил их рисовать, впервые применил театральное искусство в воспитании детей, выделял время для занятий спортом в школе и, конечно, подвергался частым давлениям из-за своей новаторской деятельности.
Новаторская деятельность Джаббара Багчабана вскоре привлекла внимание органов образования Тебриза и Шираза, и они пригласили его в Тебриз в 1920 году для ознакомления с его новым методом обучения и просмотра его детских спектаклей. Багчабан, приехавший в Тебриз, некоторое время работал в школе под названием «Данеш», и его метод понравился тогдашнему начальнику отдела образования Ирана-Азербайджана Абулгасыму Фиюзату.
Ему дали согласие открыть детский сад. В то время только религиозные меньшинства, христиане и евреи имели детские сады в Тебризе. Багчабан открыл первый детский сад в Иране в 1924 году в районе Максудие в Тебризе, несмотря на давление со стороны Министерства образования Ирана. Это был первый детский сад в истории Ирана, где девочки и мальчики воспитывались вместе. Детский сад и школа Багчабана вскоре побудили жителей Тебриза отправлять своих детей в школу. В этой школе Бачхабан водил детей на прогулку, писал для них пьесы, устраивал сценки, читал сказки и учил написанные им для детей стихи.
В 1932 году Багчабан вместе с семьей переехал в Тегеран. Причина его отъезда из Тебриза заключалась в том, что шовинист доктор Ахмед Мовсуни, назначенный в то время директором по вопросам образования Ирана-Азербайджана, потребовал, чтобы ученики и учителя говорили на персидском языке в школах Тебриза. В 1933—1935 годах он работал в школе для глухонемых, которую открыл в Тегеране, и изготовил устройство, которое помогало детям с ограниченными возможностями. Десять лет спустя, в 1943 году, он основал в Тегеране «Общество защиты немых и глухих детей». В 1943 году Джаббар Аскерзаде, занимающийся педагогической деятельностью, издал сборник для учителей. Он издавал педагогический журнал «Забан» (1942 г.) и одновременно продолжал свою общественную, литературно-педагогическую деятельность. Его многогранное творчество было тесно связано с педагогикой, поэзией, искусством, музыкой, культурой и здравоохранением. Он свободно владел арабским, персидским и русским языками и переводил избранные стихи зарубежных стран. Он писал свои произведения на азербайджанском и русских языках. Лирические поэмы исатирические поэмы «Придворный кот», «Нохтали», «Аистово гнездо», «Молла харай», и др. были напечатаны подписями как: «Дж. Аскерзаде», «Аджиз», и «Багчабан». Публиковались также его рассказы в стихах для детей младшего возраста и школьников. За заслуги в области образования Тегеранский университет присвоил ему звание профессора.

Я родился в 1885 году в Эривани. Мой дедушка Рыза был родом из Тебриза, а отец Аскер занимался кондитерским делом и архитектурой в Ереване. Мою маму звали Бановша. Как и других, мой отец из уважения называл её госпожа Келбе Бановша. Хотя она не умела ни читать, ни писать, она была ясной женщиной с открытыми глазами. Образование я получил по старинке, в мечетях (моллаханах). В Эривани мулла по имени Шейх Али Акбар убедил моего отца, что если я пойду в недавно открытые государственные школы, то отвернусь от своей религии. Вот почему мне пришлось пойти в его моллахану. В 15 лет мне пришлось бросить школу из-за бедности и начать работать по профессии отца.

Когда я пошел в моллахану, мулла рассказывал значение «телб алелм фаризатун аля кул муслим ва муслимат», я спросил его, почему девочки не ходят в школу и почему моя мать и сестра не учатся. По словам мастера, когда речь идет о науке, связанной с женщинами, имеется в виду наука Корана, при условии, что человек не читает суру Юсуф. Потому что женская душа подвержена порче. По его мнению, женщина не должна заниматься наукой, она не должна даже смотреть на суру Юсуф Корана… 

## Его смерть
- Джаббар Аскарзаде умер в Тегеране осенью 1966 года.